# Brunneoporus
Brunneoporus Audet – rodzaj grzybów z rodziny pniarkowatych (Fomitopsidaceae).

## Systematyka i nazewnictwo
Pozycja w klasyfikacji: Fomitopsidaceae, Polyporales, Incertae sedis, Agaricomycetes, Agaricomycotina, Basidiomycota, Fungi.
Takson utworzył w 2017 r. Serge Audet. Synonimy:
- Rhizoporia Audet 2017
- Subantrodia Audet 2017[2].

Gatunki:
- Brunneoporus cyclopis (Miettinen & Spirin) Audet 2017
- Brunneoporus hyalinus (Spirin, Miettinen & Kotir.) Zmitr. 2018
- Brunneoporus juniperinus (Murrill) Zmitr. 2018
- Brunneoporus kuzyanus (Pilát) Audet 2017
- Brunneoporus malicola (Berk. & M.A. Curtis) Audet 2017
- Brunneoporus minutus (Spirin) Audet 2017
- Brunneoporus tuvensis (Spirin, Vlasák & Kotir.) Audet 2017

Wykaz gatunków i nazwy naukowe na podstawie Index Fungorum.
W Polsce występuje Brunneoporus hyalinus (podany jako Antrodia hyalina).